# Чо Джэ Ги
Чо Джэ Ги (кор. 조재기?, 趙在基?, р.17 марта 1950) — южнокорейский дзюдоист, призёр Олимпийских игр, чемпионатов мира и Азии.

## Биография
Родился в 1950 году. В 1974 году стал бронзовым призёром чемпионата Азии. В 1976 году завоевал бронзовую медаль Олимпийских игр в Монреале. В 1979 году стал бронзовым призёром чемпионата мира.